# グマインダー D75 BB-SE形ディーゼル機関車
グマインダー D75 BB-SE形ディーゼル機関車（グマインダー D75 BB-SEがたディーゼルきかんしゃ）は、ドイツに本社を置く機関車メーカーのグマインダーが製造するディーゼル機関車である。2018年現在、オーストリアの軽便鉄道であるツィラータール鉄道（Zillertalbahn）とピンツガウ地方線（Pinzgauer Lokalbahn）で使用されている。

## 概要
狭軌路線での使用を目的として開発された、箱型車体を有するディーゼル機関車。客車列車に対応した空気ブレーキ、貨物列車に対応した真空ブレーキ双方を搭載しており、制御客車を連結した際のプッシュプル運転や標準軌の貨車を搭載したロールボック、ロールワーゲンにも対応する。エンジンとして、環境対策を施し稼働コストの軽減も実現させたキャタピラ製の3412Eを搭載する。
2018年時点では760mm軌間の鉄道路線のみの導入となっているが、750mmから1,435mmまでの規格に対応可能であり、欧州のみならずアジアやアフリカなど世界各地での使用も見込んだ設計となっている。

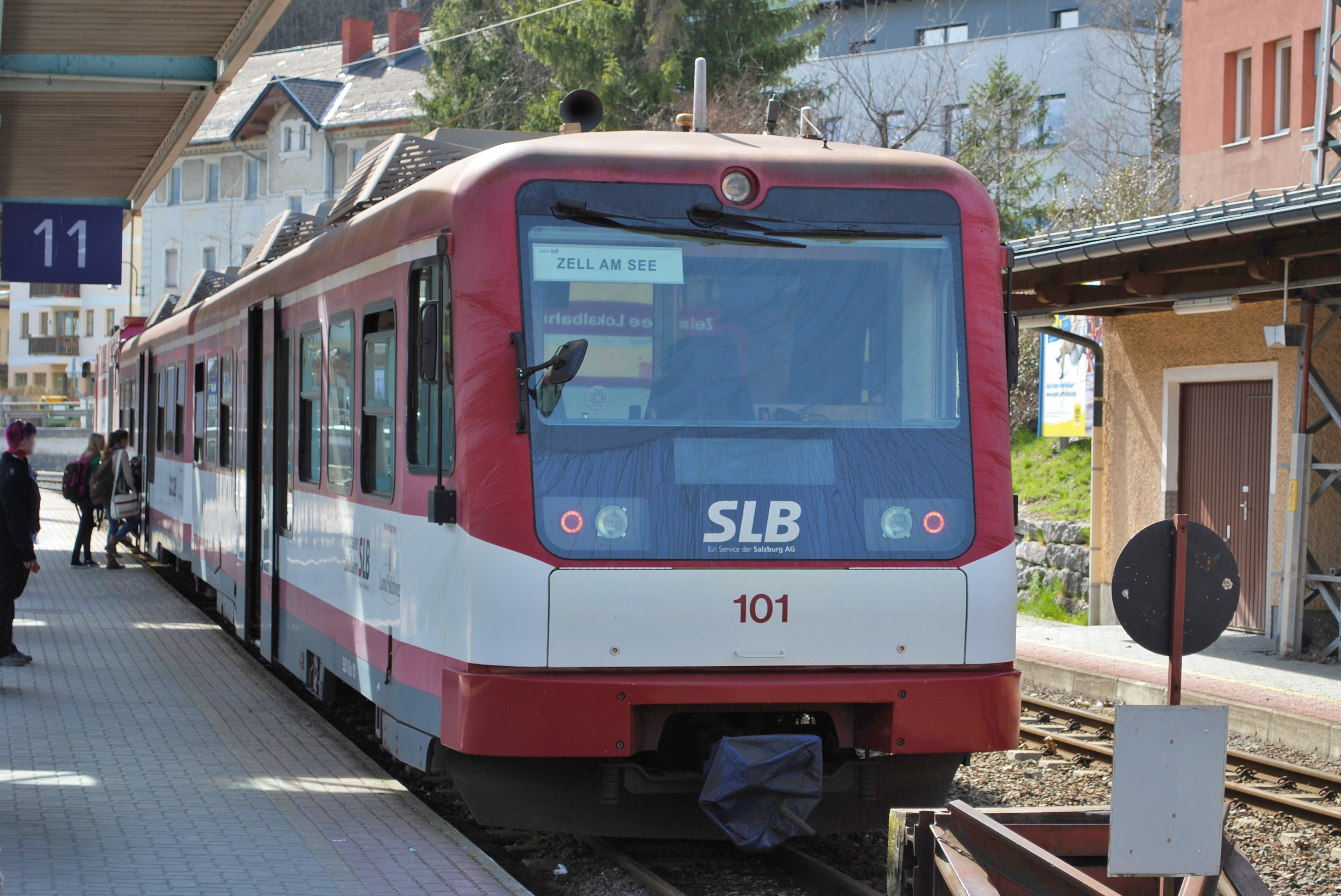
後方にD75 BB-SEが連結されているプッシュプル列車

### ツィラータール鉄道
2004年に2両（D13、D14）が登場した後、2005年にはザルツブルク地方鉄道との同時発注により2両（D15、D16）が増備された。旅客列車の他、木材輸送用の貨物列車にも使用されたが、貨物列車については2013年に定期運転が終了している。
なお、ツィラータール鉄道では"Lupo"という愛称が付けられている。

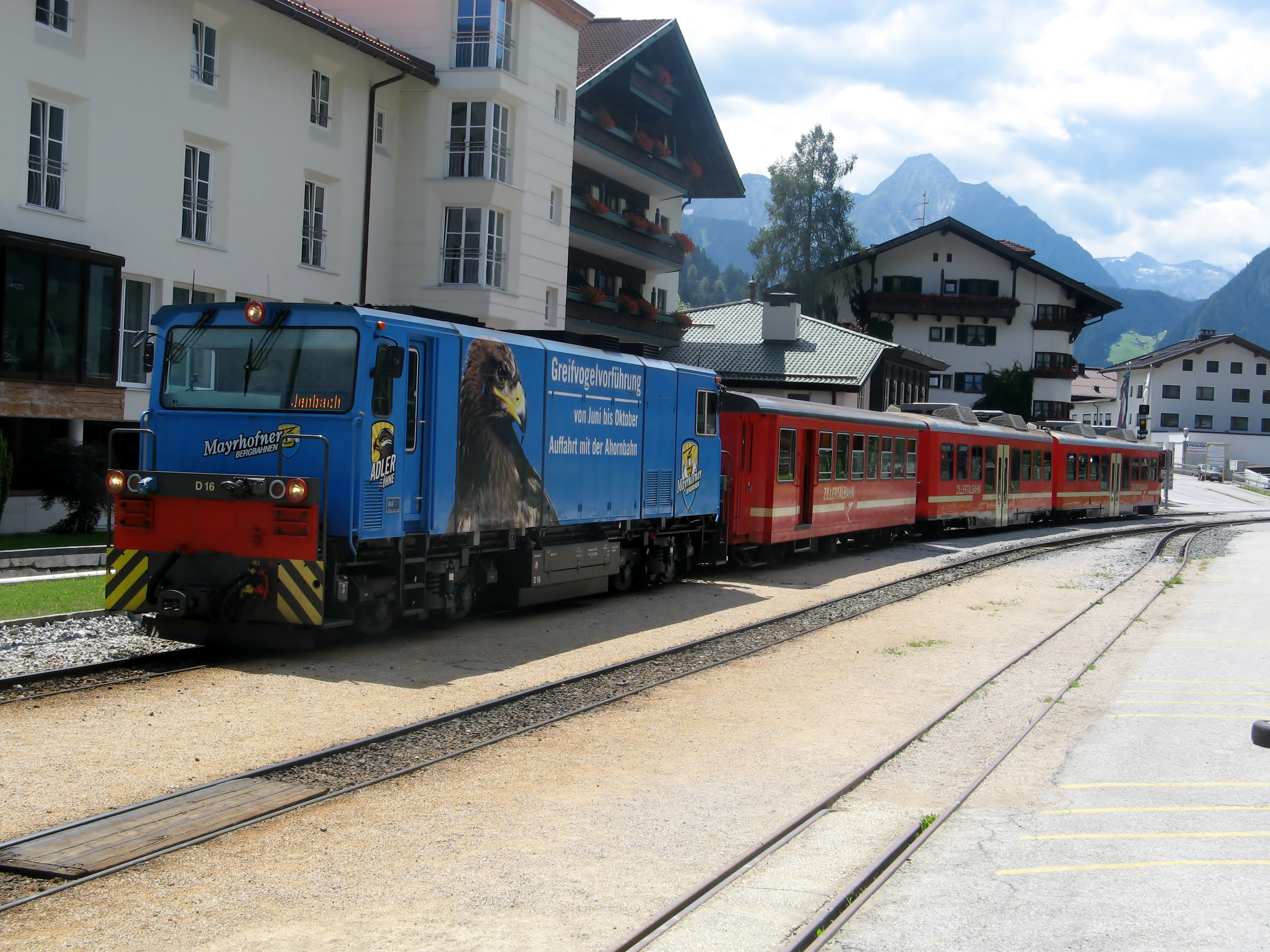
旅客列車の先頭に立つD16
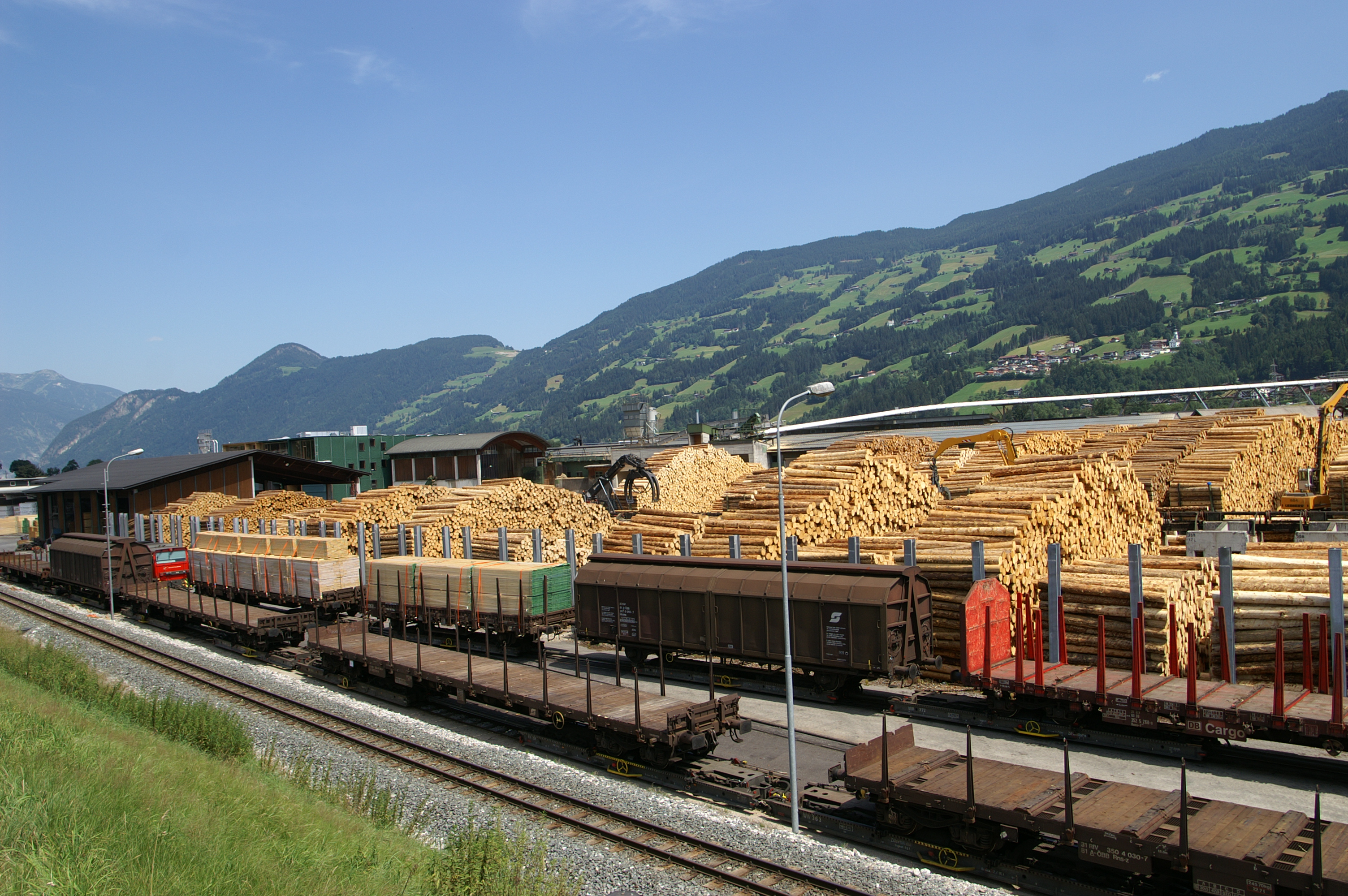
標準軌の貨車を搭載したロールワーゲン編成と連結する機関車（左奥）

### オーストリア連邦鉄道→ザルツブルク地方鉄道
2006年に最初の車両がオーストリア連邦鉄道2096形（2096 001-0）として導入されたが、路線の運営権がザルツブルク地方鉄道に譲渡されたことにより車両番号がVs81に改められている。その後ツィラータール鉄道との同時発注により2009年に2両（Vs82、Vs83）が増備されている。

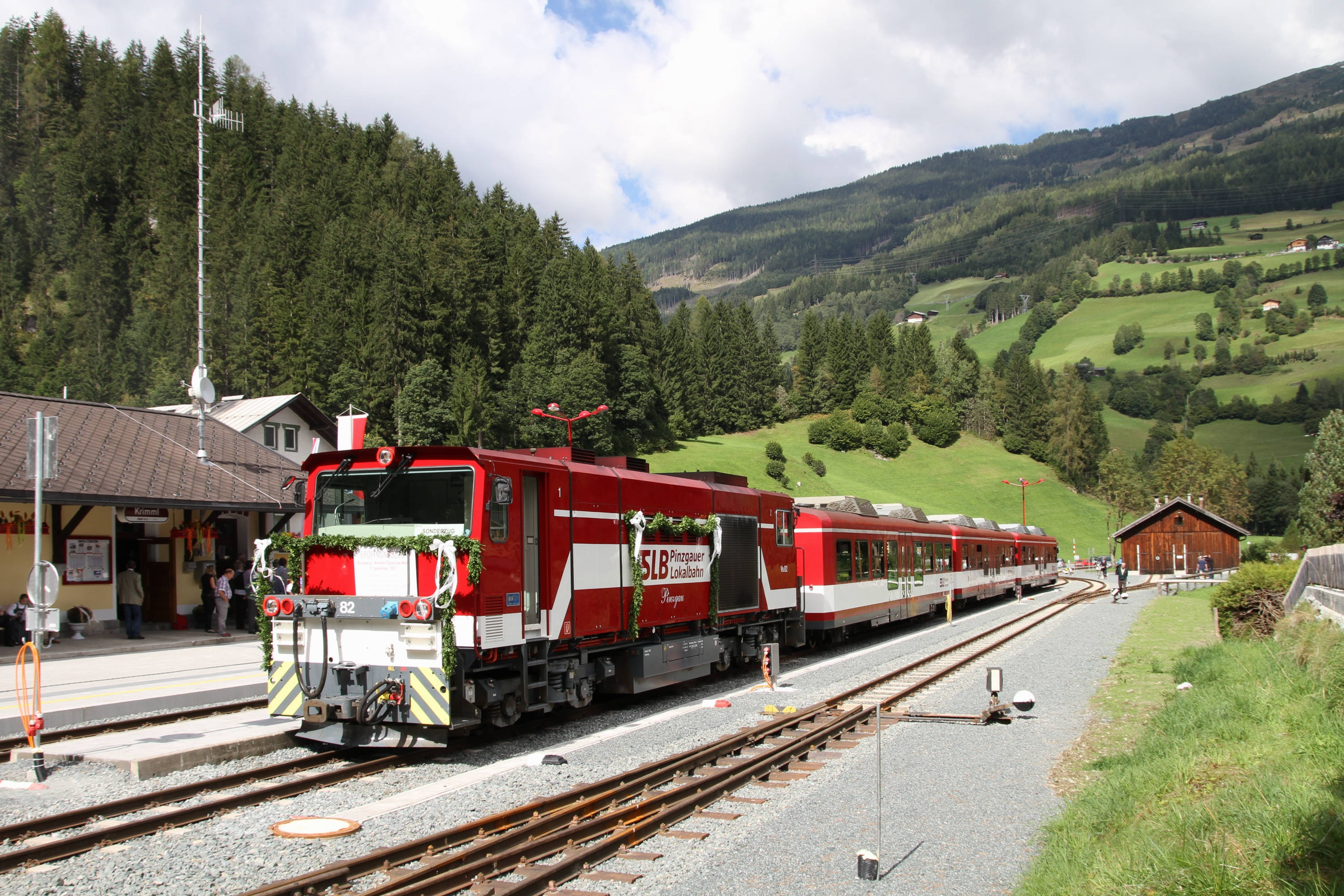
低床客車を牽引するVs82